# Торе ди Мосто
Торе ди Мосто (итал. Torre di Mosto) је насеље у Италији у округу Венеција, региону Венето.
Према процени из 2011. у насељу је живело 3143 становника. Насеље се налази на надморској висини од 2 м.

## Становништво
Према резултатима пописа становништва 2011. у општини је живело 4.739 становника.
| 1931. | 1936. | 1951. | 1961. | 1971. | 1981. | 1991. | 2001. | 2011. |
| ----- | ----- | ----- | ----- | ----- | ----- | ----- | ----- | ----- |
| 4.982 | 5.841 | 6.726 | 4.751 | 3.779 | 3.739 | 3.783 | 4.302 | 4.739 |